# 존 쿠치 애덤스
존 쿠치 애덤스(John Couch Adams, 1819년 6월 5일 ~ 1892년 1월 21일)는 영국의 수학자겸 천문학자이다. 애덤스는 콘월주 란체스터 근처 래니스트(Laneast)에서 태어나 케임브리지에서 사망했다.
그의 가장 유명한 성취는 오로지 수학을 통해 해왕성의 존재와 위치를 예측했다는 것이다. 그의 수학적 계산으로 요하네스 케플러와 아이작 뉴턴의 물리 법칙에 의한 천왕성 궤도의 불일치를 설명할 수 있었다.